# بیطام
بیطام (به عربی: بیطام) یک شهرداری در الجزایر است که در استان باتنه واقع شده‌است.